# 巴格诺尔德数
巴格诺尔德数（Bagnold number，Ba）是在間質性牛頓流體中的顆粒材料，其碰撞應力和黏滯應力之間的比值，最早是由英國地質學家巴格诺尔德發現。
巴格诺尔德数定義如下：
{\displaystyle \mathrm {Ba} ={\frac {\rho d^{2}\lambda ^{1/2}{\dot {\gamma }}}{\mu }}} 
其中
- {\displaystyle \rho } 為顆粒密度，
- {\displaystyle d} 為顆粒直徑，
- {\displaystyle {\dot {\gamma }}} 為剪切速率，
- {\displaystyle \mu } 是間質流體的動黏度，
- {\displaystyle \lambda } 是線濃度（linear concentration），定義為

{\displaystyle \lambda ={\frac {1}{\left(\phi _{0}/\phi \right)^{\frac {1}{3}}-1}}},
其中
- {\displaystyle \phi } 為固體的比例，
- {\displaystyle \phi _{0}} 為固體所可以佔的最大體積比例（約為64%，細節可參考随机密堆积（英语：random close pack））。

流體的巴格诺尔德数較小（Ba < 40）時，流體的黏滯力大於顆粒的碰撞應力，流體在「巨觀黏性」（macro-viscous）狀態。若巴格诺尔德数較大（Ba > 450）時，流體在「顆粒慣性」（grain-inertia）狀態。這兩個數值之間則為臨界狀態。
巴格诺尔德將直徑一公釐的蠟球懸浮在甘油、水和乙醇的混合物內，放在圓柱形的流變儀中進行實驗。此流變儀可以量測施加在流變儀壁上的剪力以及正向力。巴格诺尔德發現兩種流場形態，分別是巨觀黏性（macro-viscous）和顆粒慣性（grain-inertia）。而透過巴格诺尔德数的值，可以識別是哪一種狀態。

## 外部連結
- Granular Material Flows at N.A.S.A